# Saint-Bonnet
Saint-Bonnet é uma comuna francesa na região administrativa da Nova Aquitânia, no departamento de Charente. Estende-se por uma área de 17,77 km². Em 2010 a comuna tinha 419 habitantes (densidade: 23,6 hab./km²).